# 佐里扎
佐里扎（希臘語：Δωρίδα），是希腊中希臘大區福基斯专区的市镇，行政中心为利佐里基翁村。市镇面积为998.9平方公里，2021年人口数量为12,304人。
此市镇设立于2011年地方政府改革中，由原4个市镇合并而成，原市镇则成为此市镇的4个市区。